# Leena Peltonen-Palotie
Leena Peltonen-Palotie (16. Juni 1952 – 11. März 2010) war eine finnische Genetikerin, die zur Identifizierung von 15 Genen für Erbkrankheiten beigetragen hat, die in Finnland häufig vorkommen, einschließlich arteriellen Bluthochdrucks, Schizophrenie, Laktoseintoleranz, Arthrose und Multipler Sklerose. Sie galt als eine der weltweit führenden Molekulargenetikerinnen.

## Leben
Peltonen-Palotie wurde in Helsinki geboren, aber ihre Familie zog nach Oulu, als sie fünf Jahre alt war. Ihre Hochschulreife erlangte sie 1971 am Finnischen gemischten Gymnasium von Oulu. Peltonen-Palotie studierte Medizin und erhielt 1976 ihr Lizentiat und 1978 den Doktortitel von der Universität Oulu.
Von 1987 bis 1998 arbeitete Peltonen-Palotie am Nationalen Institut für das öffentliche Gesundheitswesen in Finnland. Von 1998 bis 2002 war sie an der Gründung der Abteilung für Humangenetik an der UCLA beteiligt. Seit 2003 hatte sie eine Professur an der Akademie von Finnland inne. Im April 2005 wurde Peltonen-Palotie an die Universität Helsinki und das Nationale Institut für das öffentliche Gesundheitswesen Finnlands berufen. Im EU-Projekt GenomEUtwin, welches zur Erfassung und Charakterisierung der genetischen Komponenten von Krankheiten ins Leben gerufen wurde, war Peltonen-Palotie Projektleiterin. Im Jahr 2004 wurde sie Mitglied des Verwaltungsrats der Orion Corporation, dem größten finnischen Pharmaunternehmen. Im September 2007 trat Peltonen-Palotie dem Wellcome Trust Sanger Institute als Leiterin der Humangenetik bei. Außerdem leitete sie Forschungsgruppen am Broad Institute des MIT und an der Harvard University. Peltonen-Palotie publizierte über 500 wissenschaftliche Veröffentlichungen und hat über 70 Doktoranden während ihrer Karriere betreut. Sie starb am 11. März 2010 an einem Knochentumor.
1999 wurde sie zum Mitglied der Academia Europaea gewählt.

## Preise und Ehrungen
- Zusätzlich zu vielen akademischen Auszeichnungen erhielt sie im Jahr 2000 einen Ehrendoktor der Medizinischen Fakultät an der Universität Uppsala[6] und 2004 der Universität Joensuu.[7]
- 2004 listete die finnische Fernsehsendung Suuret Suomalaiset Peltonen-Palotie auf Platz 77 der 100 bedeutendsten Finnen aller Zeiten.
- 2006 wurde Peltonen-Palotie mit dem belgischen Prix van Gysel und dem Schwedischen Stora Fernströmpriset ausgezeichnet. Im Jahr 2009 wurde ihr der finnische Ehrentitel Akademiker verliehen.[1]
- Am Internationalen Frauentag 2010 wurden ihre Leistungen in Form einer von der Finnischen Post herausgegebenen Gedenkbriefmarke geehrt.[2]
- Der Leena-Peltonen-Preis für herausragende Leistungen in der Humangenetik ist ihr zu Ehren benannt.[8]